# Fenouillet, Haute-Garonne
Fenouillet este o comună în departamentul Haute-Garonne din sudul Franței. În 2009 avea o populație de 5.162 de locuitori.

## Evoluția populației
| An        | 1975  | 1982  | 1990  | 1999  | 2006  | 2009  |
| --------- | ----- | ----- | ----- | ----- | ----- | ----- |
| Populație | 2.954 | 2.928 | 3.426 | 4.028 | 4.783 | 5.162 |